# Distretto di Judenburg
Judenburg è stato un distretto amministrativo dello stato di Stiria, in Austria. Il 1º gennaio 2012 il distretto si è fuso con quello di Knittelfeld per formare il nuovo Distretto di Murtal.

## Geografia antropica
Il distretto era composto da 24 comuni, di cui 2 con status di città e 5 con diritto di mercato. Ogni comune ha scritto sotto i propri comuni catastali (Katastralgemeinden), corrispettivi grossomodo alle frazioni.

### Città
- Judenburg
  - Tiefenbach, Waltersdorf
- Zeltweg
  - Farrach

### Comuni mercato
- Obdach
  - Granitzen, Rötsch, Warbach
- Oberzeiring
  - Gföllgraben, Zeiringgraben, Zugtal
- Pöls
  - Allerheiligen, Allerheiligengraben, Enzersdorf, Greith, Gusterheim, Mühltal, Offenburg, Paig, Paßhammer, Pölshof, Sauerbrunn, Thalheim, Thaling
- Unzmarkt-Frauenburg
  - Frauenburg, Unzmarkt
- Weißkirchen in Steiermark

### Comuni
- Amering
  - Großprethal, Kathal in Obdachegg, Kleinprethal, Obdachegg, Sankt Georgen in Obdachegg
- Bretstein
- Eppenstein
  - Mühldorf, Schoberegg, Schwarzenbach am Größing
- Fohnsdorf
  - Aichdorf, Dietersdorf, Hetzendorf, Kumpitz, Rattenberg, Sillweg, Wasendorf
- Hohentauern
  - Triebental
- Maria Buch-Feistritz
  - Allersdorf, Feistritz, Maria Buch
- Oberkurzheim
  - Götzendorf, Katzling, Mauterndorf, Mosing, Thaling, Unterzeiring, Winden
- Oberweg
  - Ossach
- Pusterwald
- Reifling
  - Auerling, Feeberg
- Reisstraße
  - Kothgraben
- Sankt Anna am Lavantegg
  - Bärnthal, Lavantegg, Sankt Anna-Feriensiedlung, Winterleiten, Zanitzen
- Sankt Georgen ob Judenburg
  - Pichlhofen, Scheiben, Wöll
- Sankt Johann am Tauern
  - Sankt Johann am Tauern Schattseite, Sankt Johann am Tauern Sonnseite
- Sankt Oswald-Möderbrugg
  - Möderbrugg, Sankt Oswald
- Sankt Peter ob Judenburg
  - Feistritzgraben, Furth, Mitterdorf, Möschitzgraben, Pichl, Rach, Rothenthurm
- Sankt Wolfgang-Kienberg
  - Katschwald, Kienberg, Mönchegg

| Controllo di autorità | VIAF (EN) 242321162 · GND (DE) 4996739-3 |